# Burn the Witch (песня Radiohead)
«Burn the Witch» (с англ. — «Сожги ведьму») — песня английской музыкальной группы Radiohead, выпущенная в 2016 году лейблом XL Recordings. Первый сингл из альбома A Moon Shaped Pool.

## История
По словам постоянного продюсера группы Найджела Годрича, работа над «Burn the Witch» заняла 16 лет, считая длительные перерывы. Впервые Radiohead попытались записать песню в 2000 году во время сессий записи альбома Kid A, позже работа над песней возобновлялась во время записи альбомов Hail to the Thief (2003) и In Rainbows (2007). Фраза «burn the witch» (англ. сожги ведьму) присутствует в оформлении обложки альбома Hail to the Thief среди множества других якобы случайных фраз. Сама песня упоминалась вокалистом группы Томом Йорком в 2005 году в блоге на официальном сайте Radiohead, текст «Burn the Witch» был опубликован им на сайте в 2007 году. Также группа несколько раз играла короткие отрывки из песни на концертах в 2006 и 2008 году. Тем не менее, до 3 мая 2016 года целиком песня ни разу ни игралась, ни выпускалась.
В 2013 году в ходе интервью с Годричем его попросили пролить свет на ситуацию с невыпущенными песнями Radiohead, одной из которых на тот момент была «Burn the Witch». Годрич ответил, что рано или поздно все песни будут доработаны и выпущены. В качестве примера он привел песню «Nude», которая была доработана и вышла лишь в 2007 году, хотя написана была ещё за 12 лет до этого.

## Трактовки текста
В тексте песни содержатся следующие строчки: «не задумывайся о причинах / избегай зрительного контакта / не реагируй / стреляй в посланников / сожги ведьму». Музыкальное издание Pitchfork интерпретировало текст песни как предупреждение об опасностях группового мышления в современном мире. В качестве образа управления безвольной и рабской толпой используется охота на ведьм — известное в Западной Европе XV—XVII веков массовое преследование людей, подозревавшихся в колдовстве.
Газета The Guardian увидела в тексте несколько иной смысл: по их мнению, в «Burn the Witch» речь идет о тотальной слежке правительства за людьми и его попытках с помощью социальных медиа держать в поле своего зрения и контроля все сферы жизни человека.

## Реакция критиков
Издание Pitchfork назвало «Burn the Witch» лучшей песней недели, написав следующее: 
Впервые со времен шедевра 'How to Disappear Completely' с альбома Kid A Radiohead создали нечто столь же пугающее и роскошное. Оригинальный текст (англ.)It's not since Kid A standout 'How to Disappear Completely' that Radiohead have created a song this simultaneously unsettling and gorgeous.Джиллиан Мэйпс, главный редактор Pitchfork
The Guardian дал песне такую оценку:
Захватывающая... Бесспорно, своего рода возвращение – самоуверенное и бесцеремонное, в то же время мрачное и вызывающее страх – такое, какого мир от них и ждал. Оригинальный текст (англ.)Thrilling... certainly the kind of return – bold and expansive, as well as dark and claustrophobic – that the world might have hoped forМайкл Ханн, The Guardian

## Список композиций сингла
| №                   | Название            | Длительность |
| ------------------- | ------------------- | ------------ |
| 1.                  | «Burn the Witch»    | 3:40         |
| Общая длительность: | Общая длительность: | 3:40         |